# Représentation régulière
 (décembre 2015).
Si vous disposez d'ouvrages ou d'articles de référence ou si vous connaissez des sites web de qualité traitant du thème abordé ici, merci de compléter l'article en donnant les références utiles à sa vérifiabilité et en les liant à la section « Notes et références ».
En mathématiques et plus précisément en théorie des groupes, les représentations régulières (gauche et droite) d'un groupe G sont les représentations de G associées aux deux actions (à gauche et à droite) de G sur lui-même par translation. Si G est un groupe fini ce sont, pour un corps fixé K, deux actions linéaires de G sur le K-espace vectoriel KG des applications de G dans K. Si G est un groupe localement compact, ce sont deux représentations continues unitaires de G sur un certain espace de Hilbert inclus dans ℂG.

## Définition[1]
- Sur le K-espace vectoriel KG des applications de G dans K, la représentation régulière gauche de G, notée λ, est donnée par{\displaystyle \forall g,h\in G,\quad \forall f\in K^{G},\qquad \lambda _{g}(f)(h)=f(g^{-1}h)}et la droite, notée ρ, par

- En particulier les fonctions δk pour k∊G, qui sont définies par{\displaystyle \forall h\in G,\qquad \delta _{k}(h)={\begin{cases}1\quad {\text{si}}\quad h=k\\0\quad {\text{sinon}}\end{cases}}}et qui, lorsque G est fini, forment la base canonique de KG, sont permutées par ces deux actions de G :{\displaystyle \forall g,k\in K^{G},\qquad \lambda _{g}(\delta _{k})=\delta _{gk}\quad {\text{et}}\quad \rho _{g}(\delta _{k})=\delta _{kg^{-1}}.}
- La représentation régulière gauche est la plus utilisée, et souvent appelée simplement « la » représentation régulière. La droite lui est équivalente, par l'isomorphisme d'entrelacement {\displaystyle {\widetilde {}}~:~K^{G}\to K^{G},\quad f\mapsto \left({\tilde {f}}:G\to K,h\mapsto f(h^{-1})\right).}

## Groupe fini
Soit G un groupe fini d'ordre g et d'élément neutre noté 1. Les propriétés décrites pour la représentation régulière gauche λ sont (par équivalence) aussi vérifiées pour la droite.

### Propriétés élémentaires
- La représentation régulière est fidèle.

En effet λ est injective, puisque tout élément s de G est entièrement déterminé par λs et même par λs(δ1), qui est égal à δs.
- Le caractère χ de la représentation régulière est égal à gδ1.

En effet, le fait que χ(1) = g, la dimension de l'espace, est une propriété générale à tous les caractères, et pour tout autre élément s de G, χ(s) est nul car c'est la trace d'une matrice de permutation (la matrice de λs dans la base canonique) qui ne comporte que des zéros sur la diagonale.

Dans la suite de cette section, on suppose que la caractéristique p de K ne divise pas g (autrement dit : que g est inversible dans K) et que le polynôme Xg - 1 est scindé sur K (ou même seulement le polynôme Xe - 1, où e désigne l'exposant de G).

### Algèbre d'un groupe
L'espace vectoriel KG peut être muni d'un produit de convolution qui en fait une K-algèbre, notée K[G]. La donnée d'une représentation de G équivaut alors à celle d'un K[G]-module. Le module qui correspond à la représentation régulière est la structure naturelle de K[G] vue comme module à gauche sur elle-même.
Le théorème de Maschke montre que (si p ne divise pas g) toute représentation de G est somme directe de représentations irréductibles, ce qui se traduit par le fait que tout K[G]-module est un module semi-simple, c'est-à-dire une somme directe de modules simples, ou encore : K[G] est une algèbre semi-simple.

### Nombre de représentations irréductibles
Une étude plus complète de la structure de l'algèbre K[G] permet de montrer (sous les hypothèses ci-dessus) que pour le module qui correspond à la représentation régulière, la décomposition est la suivante :
- Chaque représentation irréductible de G est contenue dans la représentation régulière un nombre de fois égal à son degré.

Autrement dit : le groupe n'a qu'un nombre fini h de représentations irréductibles (Si, ρi), et les composantes isotypiques de la représentation régulière sont équivalentes à :
Cette propriété est utile, par exemple pour déterminer la table des caractères d'un groupe, comme les groupes alternés d'indices 4 et 5, les groupes symétriques S3 et S4 ou encore du groupe simple d'ordre 168.

### Identités remarquables
Comme toute représentation de G, (KG, λ) est somme directe de ses composantes isotypiques. Puisque la multiplicité mi de ρi dans sa i-ème composante isotypique est égale au degré di de ρi, l'examen des dimensions fournit l'identité remarquable :

Une version « modulo la caractéristique p du corps »  (donc plus faible si p>0) des identités mi=di et g=∑di2 peut s'obtenir directement en utilisant le fait que les caractères irréductibles χ1, …, χh forment une base orthonormée des fonctions centrales, pour la forme bilinéaire symétrique non dégénérée sur KG définie par
et on obtient par la même occasion :

### Produit hermitien
Si K est un sous-corps du corps ℂ des nombres complexes, toute représentation (V, ρ) de G possède un produit hermitien sur V qui est G-invariant, c'est-à-dire tel que tous les ρs (quand s parcourt G) soient des isométries. Dans le cas de la représentation régulière, un produit hermitien sur KG qui remplit cette fonction est celui pour lequel la base canonique (δk)k∊G est orthonormée.